# Albin Gretsch

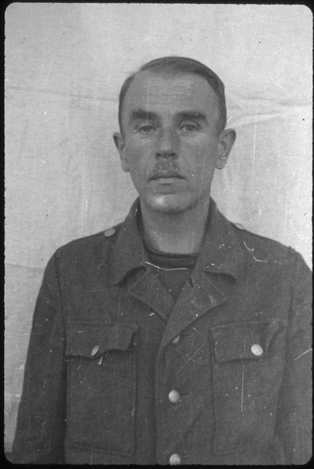
Albin Gretsch in amerikanischer Internierung. Aufnahme von 1945.

Albin Gretsch (* 6. Juli 1899 in Augsburg; † 11. Februar 1974 ebenda) war ein deutscher SS-Unterscharführer und im Außenlager Riederloh des KZ Dachau eingesetzt.

## Leben
Gretsch, der zur Waffen-SS eingezogen wurde, war ab 16. August 1944 Wachmann in dem Dachauer Außenlager Riederloh II in Kaufbeuren, vom 11. November 1944 bis zum 6. Januar 1945 Angehöriger der Wachmannschaft des KZ Dachau, und danach wieder in gleicher Funktion in Riederloh eingesetzt. Ab dem 6. März 1945 war er wiederum bei der Wachmannschaft des KZ Dachau tätig. Am 26. April 1945 begleitete er einen „Evakuierungsmarsch“ von knapp 7000 Häftlingen aus dem KZ Dachau, der am 28. April 1945 bei Wolfratshausen ankam. Auf diesem Marsch starben viele Häftlinge mittels Erschießungen durch SS-Männer, weil sie marschunfähig waren. Etliche verstarben aber auch durch Erschöpfung.
„Die jüngeren Posten haben sich an den Gefangenen, die nicht weiterlaufen konnten, schwer vergriffen, haben die Hunde auf sie gehetzt und sie zum weitergehen angetrieben. Ich selbst habe einen Posten, der einen Hund auf einen wehrlosen Gefangenen, der zusammengebrochen ein wenig abseits der Straße lag, hingehetzt hat, zur Rede gestellt. Der Name dieses vielleicht 18jährigen Postens ist mir unbekannt, aber ein Oberscharführer der Hundestaffel nahm den jungen Mann in Schutz. Ich weiß nicht, ob der umgefallene Mann noch einmal aufgestanden ist und ob der große deutsche Schäferhund ihn in die Kehle gebissen hat. Den Namen des Hunde-Oberscharführers weiß ich auch nicht. Ich habe die Leute auch schreien hören. Ich ließ zusammengebrochene Häftlinge rechts und links liegen. Wie die Zivilbevölkerung den Häftlingen Wasser und Brot geben wollte, haben einzelne Posten den Zivilisten das verboten und gesagt: 'Das sind Verbrecher!' Sie haben dann die Häftlinge mit den Gewehrkolben weggejagt. Am schlimmsten waren die regulären SS-Männer vom Schutzhaftlager, meistens Unterführer. ... Da aber viele Häftlinge zu schwach waren, die ganze Strecke mitzumarschieren, sind sie am Wege von einzelnen Posten erschossen worden. Ich habe das Schießen hören können, zum Beispiel im Walde von Wolfratshausen, aber ich habe nicht mit meinen eignen Augen gesehen, wie Leute erschossen worden sind. Es gab auch Posten, die die Gefangenen mit Stöcken geschlagen haben. Die Gefangenen hatten schlechtes Schuhwerk, viele hatten Holzschuhe und konnten schlecht laufen von wunden Füßen. Sie humpelten und hinkten.“
Nach seiner Festnahme am 2. Mai 1945 wurde Gretsch am 15. November 1945 im Dachau-Hauptprozess, der im Rahmen der Dachauer Prozesse stattfand, aufgrund der Anklage von Kriegsverbrechen vor ein amerikanisches Militärgericht gestellt. Am 13. Dezember 1945 wurde Gretsch, dem keine individuellen Straftaten nachzuweisen waren, wegen der Teilnahme an den Verbrechen im KZ Dachau zu einer zehnjährigen Haftstrafe verurteilt. Gretsch wurde im Kriegsverbrechergefängnis Landsberg inhaftiert und wegen guter Führung im August 1950 vorzeitig aus der Haft entlassen. Über seinen weiteren Lebensweg ist nichts bekannt.